# Pradźnanananda
Pradźnananda (ur. 10 sierpnia 1959) – indyjski jogin, paramahansa, mistrz krijajogi, autor  książek dotyczących religii oraz krijajogi. Był uczniem paramahansy Hariharanandy.

## Życiorys
Urodził się 10 sierpnia 1960 roku we wsi Pattamundai, w stanie Orisa, w Indiach. Jako student spotykał się z wieloma świętymi. Właśnie wtedy spotkał swojego mistrza - Paramahansę Hariharanandę, który go zainicjował w krijajogę.
W 1998 roku, w swoje urodziny, otrzymał tytuł paramahansa od Paramahansy Hariharanandy i nazywał się odtąd "Paramahansa Pradźnananda".
Paramahansa Pradźnananda obecnie jeździ po świecie i naucza krijajogi.